# Jesse Root

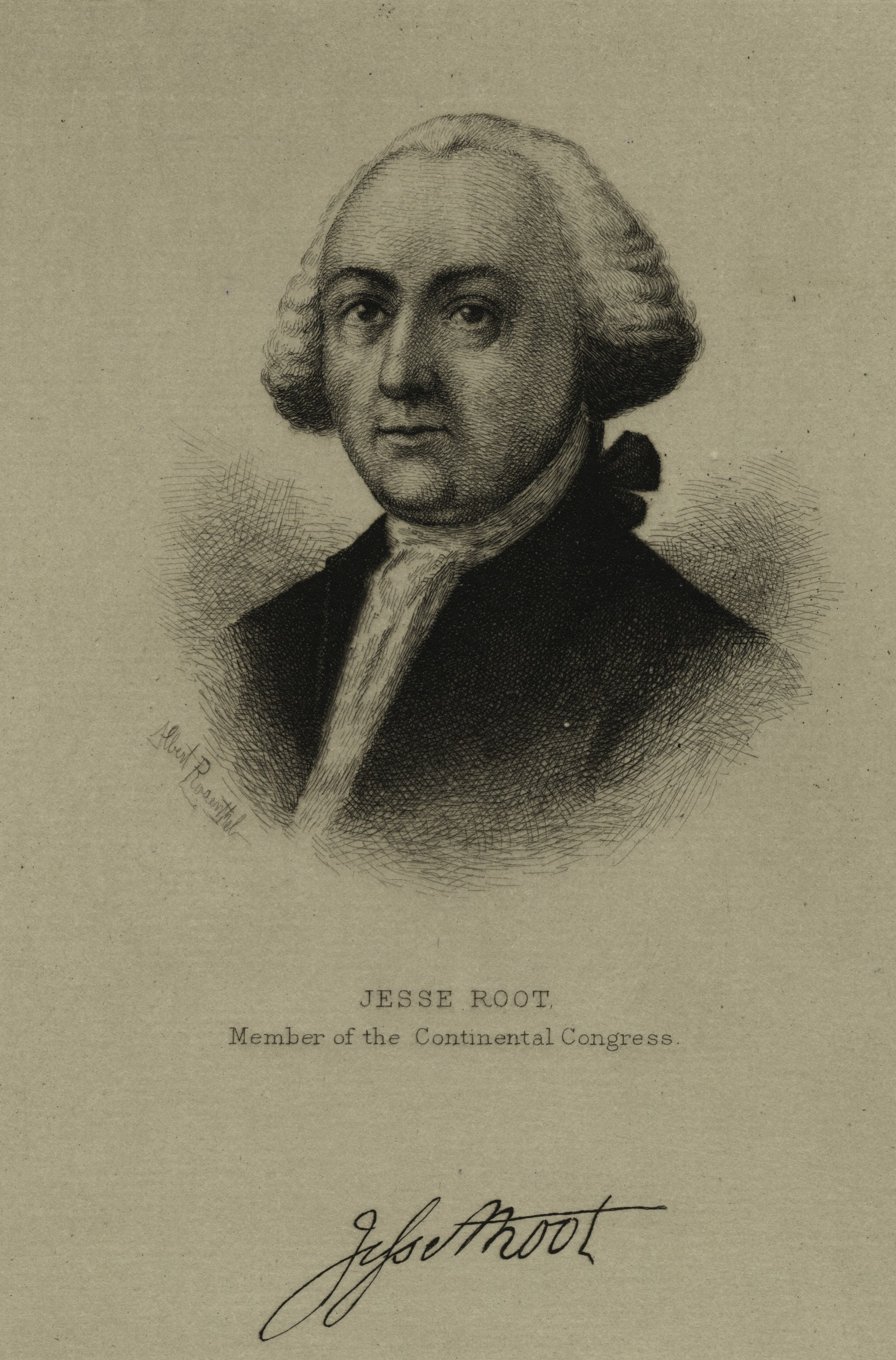
Jesse Root

Jesse Root (* 28. Dezember 1736 in Coventry, Kolonie Connecticut; † 29. März 1822 ebenda) war ein US-amerikanischer Politiker. Zwischen 1778 und 1782 war er Delegierter für Connecticut im Kontinentalkongress.

## Werdegang
Im Jahr 1756 absolvierte Jesse Root das Princeton College. Er studierte Theologie und war von 1758 bis 1763 als Prediger tätig. Nach einem Jurastudium und seiner 1763 erfolgten Zulassung als Rechtsanwalt begann er in Hartford in diesem Beruf zu arbeiten. In den 1770er Jahren schloss er sich der Revolutionsbewegung an und war Mitglied des Sicherheitsausschusses von Connecticut sowie der Staatsmiliz. Während des Unabhängigkeitskrieges stieg er bis zum  Adjutant General der Einheiten aus Connecticut auf. Zwischen 1778 und 1782 vertrat er seinen Staat im Kontinentalkongress und von 1785 bis 1789 war er Staatsanwalt. Im Jahr 1789 wurde Root Richter am Superior Court seines Staates.  Zwischen 1796 und 1807 war er als Chief Justice Vorsitzender dieses Gerichtes. Danach gehörte er von 1807 bis 1809 dem Repräsentantenhaus von Connecticut an. Im Jahr 1818 nahm er als Delegierter an einem Verfassungskonvent seines Staates teil. Er starb am 29. März 1822 in seiner Heimatstadt Coventry.